# ماثيو ميلر
ماثيو ميلر (بالإنجليزية: Matthew Millar)‏ (23 أغسطس 1996 بأستراليا - ) هو لاعب كرة قدم أسترالي في مركز الدفاع. لعب مع نادي جنوب ملبورن وDandenong Thunder SC ‏.

## وصلات خارجية
- ماثيو ميلر على موقع قاعدة بيانات كرة القدم.إي يو (الإنجليزية)
- ماثيو ميلر على موقع Soccerway.com (الإنجليزية)